# Stig Claesson
Stig Claesson (ur. 2 czerwca 1928 w Huddinge w regionie Sztokholm, zm. 4 stycznia 2008 w Sztokholmie) – szwedzki pisarz, grafik i ilustrator.

## Życiorys
Studiował w Szwedzkiej Akademii Sztuk Pięknych. Pisał książki społeczno-psychologiczne, w których łączył reportaż z fikcją literacką, w swojej twórczości konfrontował obce kultury ze szwedzką. W 1968 otrzymał Szwedzką Nagrodę Literacką, był też laureatem nagrody pisma "Svenska Dagbladet" i literackiej Nagrody Selmy Lagerlöf. Był doktorem honoris causa Uniwersytetu w Uppsali. Jego ważniejsze dzieła to Kto kocha Yngwego Freja? (1968, wyd. pol. 1976) i Po liściach palmowych i różach (1975, wyd. pol. 1979), a także reportaże i słuchowiska. Był ojcem aktora Leifa Claessona i reżysera Nilsa Claessona.

## Odznaczenia
- Medal Księcia Eugeniusza (1989)[1]